# Satz von Casey

Äußere Tangentenabschnitte:
innere Tangentenabschnitte:
Tangenten-Außenseiten:
Tangenten-Diagonalen:
Casey-Bedingung:

Der Satz von Casey ist ein nach dem irischen Mathematiker John Casey benannter Satz der Elementargeometrie. Er stellt eine Erweiterung des Satzes von Ptolemäus dar und beschreibt, wie sich die Tangentenabschnitte von vier Kreisen in einer bestimmten Konfiguration verhalten.
Seien {\displaystyle O_{1},O_{2},O_{3},O_{4}} vier im Uhrzeigersinn nummerierte Kreise, die alle einen fünften Kreis {\displaystyle O} berühren. Wenn die Kreise {\displaystyle O_{i}} und {\displaystyle O_{j}} dann {\displaystyle O} beide von innen oder beide von außen berühren, so sei {\displaystyle t_{ij}} die Länge eines äußeren Tangentenabschnittes, der die Kreise {\displaystyle O_{i}} und {\displaystyle O_{j}} verbindet. Wenn die beiden Kreise stattdessen {\displaystyle O} von innen und außen berühren, dann sei {\displaystyle t_{ij}} die Länge eines inneren Tangentenabschnittes. Es gilt nun die folgende Beziehung: {\displaystyle \,t_{12}\cdot t_{34}+t_{14}\cdot t_{23}=t_{13}\cdot t_{24}}
Fasst man die Tangentenabschnitte von in der Nummerierung benachbarten Kreise als „Tangenten-Außenseiten“ (schwarz) und die nicht benachbarten als „Tangenten-Diagonalen“ (rot) auf, so lässt sich der Satz auch so formulieren:
Die Summe der Produkte der gegenüberliegenden Tangenten-Außenseiten entspricht dem Produkt der Tangenten-Diagonalen.
Die Gleichung {\displaystyle t_{12}\cdot t_{34}+t_{14}\cdot t_{23}=t_{13}\cdot t_{24}} wird als Casey-Bedingung bezeichnet.

## Erweiterungen und Anwendungen
Lässt man die Radien der Kreise {\displaystyle O_{1},O_{2},O_{3},O_{4}} gegen Null gehen, so gehen sie im Grenzfall zu Punkten auf dem Kreis {\displaystyle O} über und die Tangentenabschnitte werden zu den Seiten und Diagonalen eines Sehnenvierecks. Man erhält also den Satz des Ptolemäus als Grenzfall.
Der Satz von Casey bleibt auch gültig, wenn es sich bei {\displaystyle O} um einen entarteten Kreis, d. h. einen Punkt (Radius null) oder eine Gerade (Radius unendlich), handelt. Es gelten somit die beiden folgenden Sätze:
| | |
| Schneiden sich 4 Kreise in einem Punkt, so gilt die Casey-Bedingung: {\displaystyle t_{12}\cdot t_{34}+t_{14}\cdot t_{23}=t_{13}\cdot t_{24}} | Besitzen 4 Kreise eine gemeinsame Tangente, so gilt die Casey-Bedingung: {\displaystyle t_{12}\cdot t_{34}+t_{14}\cdot t_{23}=t_{13}\cdot t_{24}} |

Die Umkehrung des Satzes von Casey ist ebenfalls richtig, das heißt, es gilt der folgende Satz:
Erfüllen 4 Kreise die Casey-Bedingung, so trifft einer der drei folgenden Fälle zu:
1. alle 4 Kreise haben einen gemeinsamen Berührkreis
2. alle 4 Kreise haben eine gemeinsame Tangente
3. alle 4 Kreise schneiden sich in einem Punkt.

## Geschichte

Sangaku-Problem (Gunma-Präfektur 1874)

Innerhalb der westlichen Mathematik wurde der Satz zuerst von John Casey publiziert, allerdings war ein Spezialfall des Satzes, bei dem die 4 berührenden Kreis zusätzlich in ein Quadrat eingeschrieben sind, auch in der japanischen Mathematik der Edo-Periode (Wasan) bekannt. Er ist unter anderem in Form eines Sangaku-Problems von 1874 aus der Gunma-Präfektur erhalten geblieben und war auch schon um 1820 dem Mathematiker Chochu Siraishi bekannt.